# Auchmis poliorhiza
Auchmis poliorhiza är en fjärilsart som beskrevs av George Francis Hampson 1902. Auchmis poliorhiza ingår i släktet Auchmis och familjen nattflyn. Inga underarter finns listade i Catalogue of Life.